# Near Wild Heaven
"Near Wild Heaven" é o terceiro single feito para o sétimo álbum de estúdio da banda R.E.M., Out of Time. É o primeiro single da banda a ter como vocalista o baixista Mike Mills. Ficou em 27º lugar nas paradas do Reino Unido, mas o single não chegou a ser lançado nos Estados Unidos.

## Posição nas paradas musicais
| Parada (1991)                         | Melhor posição |
| ------------------------------------- | -------------- |
| Austrália (ARIA)                      | 65             |
| Alemanha (Offizielle Deutsche Charts) | 46             |
| Irlanda (IRMA)                        | 3              |
| Países Baixos (Single Top 100)        | 51             |
| Reino Unido (UK Singles Chart)        | 27             |